# マイケル・アントニオ
ミカイル・グレゴリー・アントニオ（Michail Gregory Antonio 1990年3月28日 - ）は、イギリス（イングランド）・ロンドン・ワンズワース出身のサッカー選手。ジャマイカ代表。元イングランド代表。ポジションはMFまたはFW。

## 経歴

### クラブ
2002年にトゥーティング・アンド・ミッチャム・ユナイテッドFCのアカデミーチームに入団し、2007-08シーズンにプロデビュー。45試合に出場し33ゴール決め、2008年6月にレディングFCに移籍。プレミアリーグからフットボールリーグ・チャンピオンシップに降格したレディングのトップリーグ復帰への切り札として期待されたアントニオだったが、新天地に馴染めず、2009年1月にトゥーティングにローン移籍で復帰して以降、あらゆるチームにローン移籍を繰り返すシーズンが続く。
アントニオにとって転機となったのが、2011-12シーズン途中にシェフィールド・ウェンズデイFCに移籍してから。直ぐ様ウェンズデイにフィットし、2012年8月に完全移籍。以降2シーズンをウェンズデイの中心選手として活躍した。
2014年8月6日、ノッティンガム・フォレストFCに移籍。50試合の出場で16ゴールを決める活躍を見せ、2014-15シーズンのクラブ最優秀選手に選出された。
2015年9月1日、プレミアリーグのウェストハム・ユナイテッドFCと4年契約を締結。同月19日のマンチェスター・シティFC戦の後半15分に、ビクター・モーゼスとの交代で出場し、念願のプレミアリーグ初出場が実現。2-1の勝利に貢献。12月28日のサウサンプトンFC戦では、プレミアリーグ初ゴールを決めた。2016年8月21日のボーンマス戦ではロンドンスタジアム史上初ゴールを決め、勝利に貢献した。2017年5月11日ウエストハムとの契約を4年間延長した。2017-18シーズンはリーグ戦の出場が21試合と下がった。2018-19シーズンは右サイドバックとしての出場が主となり出場機会が増加。リーグ戦自己最多の33試合に出場し6得点を記録するなど、昨々シーズンの調子を取り戻した。右サイドバックのポジションがライアン・フレデリックスに渡った2019-20シーズンもマヌエル・ペレグリーニに信頼されたが、8月末に右ハムストリングを負傷し年内での復帰が絶望的になった。7月11日のノリッジ戦で4ゴールを奪い、ウエストハムの選手としてはプレミアリーグで4ゴールを決めた初の選手となった。
21‐22シーズン開幕から3試合4ゴール３アシストで8月のプレミア月間最優秀選手賞を受賞。21‐22シーズン第2節レスター戦での2ゴール1アシストの活躍でプレミアリーグにおけるウェストハムの最多得点者もなった。
　
2021年8月15日、ウェストハム・ユナイテッドの2021-22シーズン開幕戦、アントニオはニューカッスル・ユナイテッドとのアウェイ戦で、プレミアリーグ47ゴール目を記録し、クラブの4-2での勝利に貢献した。このゴールにより、クラブのプレミアリーグ時代の歴代得点王であるパオロ・ディ・カーニオと並んでいる。
8月23日、ウェストハムがホームで4-1と勝利したレスター・シティ戦で、彼は2ゴールを決め、ディ・カーニオの記録を塗り替えた。ゴールを決めた際には、交代要員のベンチに駆け寄り、ミュージカル映画「ダーティ・ダンシング」の俳優パトリック・スウェイジとジェニファー・グレイを真似て、段ボールで作った自分自身の姿を頭上に掲げて喜びを爆発させていた。
2021年9月10日、アントニオは2021年8月のプレミアリーグ月間最優秀選手に選出された。9月16日に行われた2021-22UEFAヨーロッパリーグ・グループステージの開幕戦、ディナモ・ザグレブ戦で、ウェストハムの初ゴールを決め、2-0で勝利した。ウェストハムにとって、このゴールは欧州主要大会で1999年以来のゴールであった。

### 代表
2016年8月28日、ロシアW杯予選のスロバキア戦のメンバーに選出されたが出番は無かった。2017年3月22日、ロシアW杯予選のリトアニア戦に向けてのメンバーにも選出されたが、怪我の為離脱した。
2021年9月6日、カタールW杯予選のコスタリカ戦にてジャマイカ代表デビュー。
2024年6月、コパ・アメリカ2024に臨むジャマイカ代表メンバーに選出され、GS第2戦のエクアドル戦で1ゴールを記録。この得点がジャマイカ代表におけるコパ・アメリカでの初得点となった。